# دشت مورپیسه کاکان
دشت لاله‌های واژگون کاکان یکی از بزرگترین رویشگاه لاله واژگون  در در دامنه رشته کوه های زاگرس  و در 45 کیلومتری  شهر یاسوج و در منطفه کاکان قرار دارد.
فصل رویش این گونه نادر هرساله اواخر فروردین تا اواسط اردیبهشت ماه است که هرساله گردشگران زیادی را به خود جذب می‌کند.

دشت لاله‌های واژگون مورپیسه، به سان قالیچه‌ای رنگارنگ است که در دامنه رشته‌کوه دنا جان آدمی را به تماشا فرامی‌خواند.

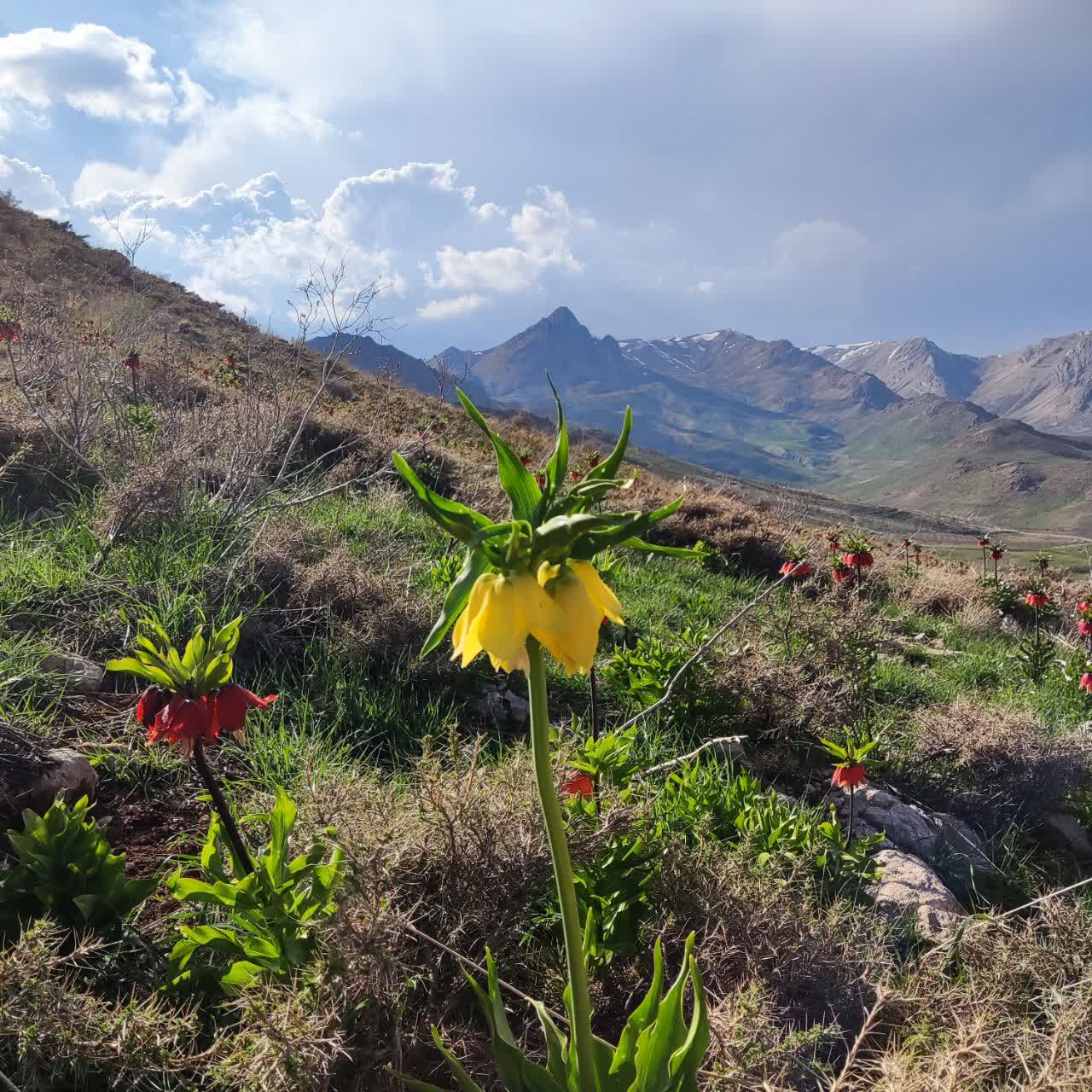
گونهٔ کمیاب و زرد زنگ لاله واژگون واقع در منطقه کاکان

لالهٔ واژگون (نام علمی: Fritillaria) نام یک سرده از راستهٔ سوسن‌سانان است. عمر این گیاه بسیار زیاد است. گل‌دهی آن از اوایل اردیبهشت آغاز می‌شود و در فصل بارش پایان می‌یابد. لالهٔ واژگون از گیاهان علفی پیازدار و چندساله است که تاکنون ۱۵ گونهٔ آن در ایران شناسایی شده‌است. گونهٔ زرد کم‌رنگ متمایل به لیمویی این گل‌ها موسوم به لاله زاگرسی بین ۵۰ تا ۸۰ سانتی‌متر ارتفاع دارد.

## راه دسترسی
به‌منظور دسترسی به دشت مورپیسه کاکان، به دلیل نزدیکی این دشت شهر یاسوج و   
 سپیدان  هرساله امکان بازدید برای تعداد زیادی از مسافران فراهم آورده می‌شود.
در مسیر جاده یاسوج  به اقلید جاده‌ای به سمت آبشار مارگون و شهرستان سپیدان منشعب می‌شود که پیش از رسیدن به استان فارس می‌توانید دشت‌های مرتفع و زیبای مورپیسه را مشاهده کنید. 